# František Hněvkovský
František Hněvkovský (15. listopadu 1887, Praha – 6. května 1960) byl československý brigádní generál. Nejprve důstojník v c. & k. armádě, následně legionář v Rusku, v letech 1926 až 1934 velitel Vojenské akademie v Hranicích. Poté nastoupil jako velitel posádky v Kroměříži, kde působil od 16. října 1934 i jako předseda místní skupiny Masarykovy letecké ligy.
Zemřel v roce 1960 a byl pohřben v Praze na Olšanských hřbitovech.